# Zelotes oryx
Zelotes oryx är en spindelart som först beskrevs av Simon 1879.  Zelotes oryx ingår i släktet Zelotes och familjen plattbuksspindlar. Inga underarter finns listade i Catalogue of Life.